# Hans Nielsen (bokser)
 Der er flere personer med dette navn, se Hans Nielsen.
Hans Jakob Nielsen (født 2. september 1899 i Næstved, død 6. februar 1967 i Aalborg) var en dansk amatørbokser i letvægt. Hans Nielsen er den hidtil eneste danske bokser, der har vundet guldmedalje ved de olympiske Lege.

## Boksekarriere
Hans Nielsen vandt det danske mesterskab i fjervægt i 1920 for AK Jyden i Aalborg, og han deltog første gang ved OL samme år i Antwerpen. Her var han oversidder i første runde og tabte så i anden runde til briten James Cater på point. I 1921 stillede Hans Nielsen op for IF Sparta og vandt det danske mesterskab i letvægt. Han skiftede herefter tilbage til AK Jyden og vandt derpå det danske mesterskab i letvægt i 1923 og 1924. Han vandt fire jyske mesterskaber (1920 i fjervægt og 1922-1924 i letvægt).

Ved OL 1924 i Paris deltog Hans Nielsen atter i bokseturnerigen, og efter at have besejret en chilener, en franskmand og en nordmand, alle på point, var han i semifinalen. Her besejrede han amerikaneren Fred Boylstein, igen på point, og var dermed i finalen, hvor han mødte argentineren Alfredo Copello. Det blev en tæt kamp, som Nielsen dog vandt på point efter at have vist større fighterevne, og hans guldmedalje var den første og hidtil eneste i denne sport til Danmark.
Ved OL 1928 i Amsterdam deltog Hans Nielsen atter i letvægt og nåede her semifinalen, hvor han tabte til den døve italiener Carlo Orlandi, der senere også vandt finalen. I kampen mellem de tabende semifinalister tabte Nielsen til svenske Gunnar Berggren.